# Poldy Bird
Poldy María Delia Bird (Paraná, 16 de diciembre de 1941-Buenos Aires, 1 de junio de 2018) fue una poeta y escritora argentina.

## Biografía

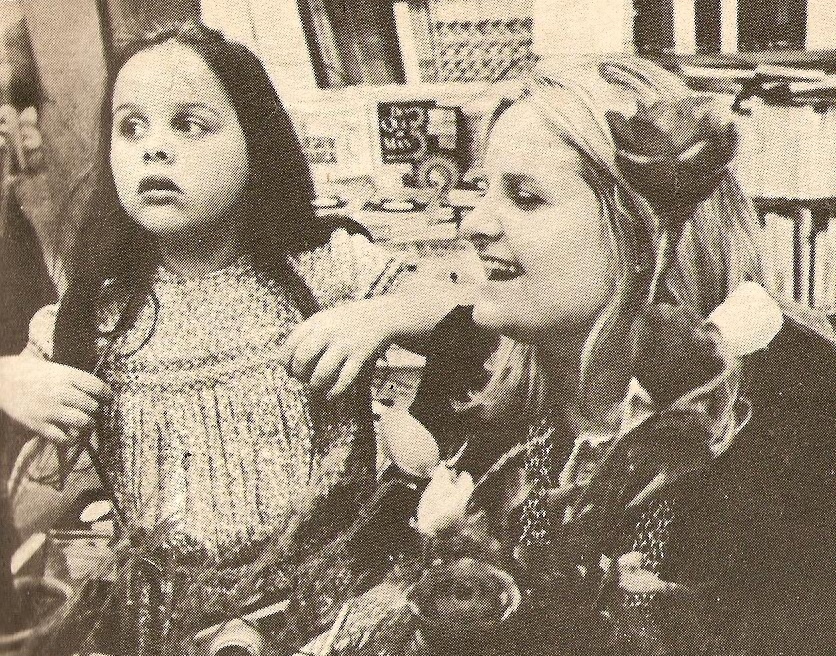
Poldy junto a Verónica.

Nacida en Paraná, provincia de Entre Ríos, llevaba el mismo nombre de pila que su madre, Leopoldina Emilia Lichtschein Laferriere de Bird Mosconi, quien también fue escritora. Su padre fue Enrique Bird Mosconi (sobrino del General Mosconi). Cuando tenía 45 días de edad su familia se mudó a Buenos Aires. Quedó huérfana de madre a los 8 años:

Dicen que mi mamá corrió el tren y que se fue para abajo y golpeó con la cabeza en el andén. No sé si murió por el golpe o por el tren. Al día siguiente nos dijeron: "Mamita se fue al cielo". Y yo me enojé un montón. Dije: "¿Cómo hace eso si tiene tres hijas que la están esperando?". No la vi muerta. ¿Querés que te diga? Agradezco. Yo no me la acuerdo a mi mamá muerta. Después de eso nunca más nadie me arropó, ni... Ni ninguna de todas esas cosas. Mi mamá también era huérfana: mi abuela había muerto en un accidente de auto cuando mi mamá tenía 11 años.

Con 16 años publicó un poema en el diario La Prensa, y otras colaboraciones en revistas como Maribel o Vosotras. Puesto que su padre era militar, su familia se estableció en Monte Caseros (Corrientes) por cuatro años durante el periodo de su escuela secundaria.
Se casó con Martín Renaud, a quien había conocido a los 17 años, y a los 20 tuvo su primera hija, Verónica. Allí comenzó a escribir la obra que la hiciera famosa, su libro Cuentos para Verónica se editó en 1969. En 1971 publicó Cuentos para leer sin rímmel. Entre estos dos libros se vendieron, a lo largo de los años y las sucesivas ediciones, aproximadamente 3 600 000 ejemplares.
En 1975 dejó de trabajar como directora de la revista Vosotras y se dedicó junto a su marido a la creación de una editorial. Así nacería Orión, donde se publicaron sus libros y también otros escritores conocidos como Katherine Mansfield, Arnaldo Rascovsky, Antonio Di Benedetto, Silvina Ocampo y la "Colección Tobogán" de libros infantiles. En 1979 su marido falleció de un infarto.
En 1980 el cuento Mamá de niebla fue llevado al cine con el título Días de ilusión, película dirigida por Fernando Ayala y protagonizada por Andrea del Boca.
En 2001 cerró la editorial debido a la crisis económica. El 25 de octubre de 2008 falleció su hija, la joven editora Verónica Renaud, de un ataque cerebral.
Falleció por un problema respiratorio en el Hospital Ramos Mejía el 1 de junio de 2018 a los 76 años.

## Obra
- Cuentos para Verónica
- Cuentos para leer sin rímmel
- Cuentos con niebla
- Cuentos de amor
- Nuevos cuentos para Verónica
- La nostalgia
- El país de la infancia
- Palabras para mi hija adolescente
- Verónica crece
- Mariposas encerradas en mí
- Es tan largo el olvido
- Corazón sin llave
- Brillo de lágrimas
- Cartas debajo de la almohada
- Morir entre tus brazos
- Ventanas
- Durará lo que dure el mundo
- Pasa una mujer
- Romper las cadenas
- El cuento infinito
- Tan amada
- Lo que tengo de mi madre
- Nosotros, los de entonces, ya no somos los mismos
- Ya vendieron el piano

## Filmografía
Autora y guionista
- Días de ilusión (1980) dir. Fernando Ayala sobre el cuento Mamá de niebla